# (15700) 1987 QD
1987 كيو دي (ويعرف أيضًا باسم (15700) 1987 كيو دي وفق تسمية الكوكب الصغير) (بالإنجليزية: 1987 QD)‏ هو كويكب ضمن حزام الكويكبات؛ وترتيبه 15700 من حيث الاكتشاف.
اكتُشف هذا الجُرم الفلكي بواسطة Stephen Singer-Brewster ‏ في 24 أغسطس 1987.

## وصلات خارجية
- (15700) 1987 QD في قاعدة بيانات مختبر الدفع النفاث لأجرام النظام الشمسي الصغيرة

- الاكتشاف · مخطط المدار ·  العناصر المدارية · المعلمات المادية

- (15700) 1987 QD على موقع ويكي سكاي: DSS2, SDSS, GALEX, IRAS, Hydrogen α, X-Ray, Astrophoto, Sky Map, Articles and images